# Supercopa de España de fútbol 2026
La Supercopa de España 2026 será la XLII edición del torneo, correspondiente a la temporada 2025-26.
Se disputará a lo largo del mes de enero de 2026 en Arabia Saudí, en un estadio y ciudad aún por determinar. Será la primera vez desde la reestructuración del formato en la que participe el cuarto clasificado de LaLiga, debido a que los dos mejores clasificados de ambas competiciones son los mismos equipos.

## Participantes
|  | F. C. Barcelona    | Bandera de Cataluña               |  | Campeón de la Copa del Rey 2024-25 y de LaLiga EA Sports 2024-25    |
|  | Real Madrid C. F.  | Bandera de la Comunidad de Madrid |  | Subcampeón de la Copa del Rey 2024-25 y de LaLiga EA Sports 2024-25 |
|  | Atlético de Madrid | Bandera de la Comunidad de Madrid |  | Tercer clasificado de LaLiga EA Sports 2024-25                      |
|  | Athletic Club      | Bandera del País Vasco            |  | Cuarto clasificado de LaLiga EA Sports 2024-25                      |

## Cuadro
|  | Semifinales         | Semifinales         |                                   |  | Final            | Final            |  |
|  | 7 y 8 enero de 2026 | 7 y 8 enero de 2026 |                                   |  | 11 enero de 2026 | 11 enero de 2026 |  |
|  |                     |                     |                                   |  |                  |                  |  |
|  |                     |                     |                                   |  |                  |                  |  |
|  | F. C. Barcelona     |                     |                                   |  |                  |                  |  |
|  |                     |                     |                                   |  |                  |                  |  |
|  | Athletic Club       |                     |                                   |  |                  |                  |  |
|  |                     | Bandera de ?        |                                   |  |                  |                  |  |
|  |                     |                     |                                   |  |                  |                  |  |
|  |                     |                     | Bandera de la Comunidad de Madrid |  |                  |                  |  |
|  | Real Madrid C. F.   |                     |                                   |  |                  |                  |  |
|  |                     |                     |                                   |  |                  |                  |  |
|  | Atlético de Madrid  |                     |                                   |  |                  |                  |  |
|  |                     |                     |                                   |  |                  |                  |  |
|  |                     |                     |                                   |  |                  |                  |  |

## Semifinales
| Semifinal 1; enero de 2026 | Athletic Club | vs. | F. C. Barcelona |                            |  |
|                            |               |     |                 | Árbitro(s): [[]] VAR: [[]] |  |

| Uniformes |  |
|           |  |

| Semifinal 2; enero de 2026 | Real Madrid C. F. | vs. | Atlético de Madrid |                            |  |
|                            |                   |     |                    | Árbitro(s): [[]] VAR: [[]] |  |

| Uniformes |  |
|           |  |

## Final
| 1     | POR   | Bandera de ? |  |
|       | DEF   | Bandera de ? |  |
|       | DEF   | Bandera de ? |  |
|       | DEF   | Bandera de ? |  |
|       | DEF   | Bandera de ? |  |
|       | MED   | Bandera de ? |  |
|       | MED   | Bandera de ? |  |
|       | MED   | Bandera de ? |  |
|       | DEL   | Bandera de ? |  |
|       | DEL   | Bandera de ? |  |
|       | DEL   | Bandera de ? |  |
| D. T. | D. T. | Bandera de ? |  |

| 1     | POR   | Bandera de ? |  |
|       | DEF   | Bandera de ? |  |
|       | DEF   | Bandera de ? |  |
|       | DEF   | Bandera de ? |  |
|       | DEF   | Bandera de ? |  |
|       | MED   | Bandera de ? |  |
|       | MED   | Bandera de ? |  |
|       | MED   | Bandera de ? |  |
|       | DEL   | Bandera de ? |  |
|       | DEL   | Bandera de ? |  |
|       | DEL   | Bandera de ? |  |
| D. T. | D. T. | Bandera de ? |  |

| Principal  | Bandera de ? |
| Asistentes | Bandera de ? |
|            | Bandera de ? |
| Cuarto     | Bandera de ? |

| VAR            | Bandera de ? |
| Asistentes VAR | Bandera de ? |
|                | Bandera de ? |

| 1     | POR   | Bandera de ? |  |
|       | DEF   | Bandera de ? |  |
|       | DEF   | Bandera de ? |  |
|       | DEF   | Bandera de ? |  |
|       | DEF   | Bandera de ? |  |
|       | MED   | Bandera de ? |  |
|       | MED   | Bandera de ? |  |
|       | MED   | Bandera de ? |  |
|       | DEL   | Bandera de ? |  |
|       | DEL   | Bandera de ? |  |
|       | DEL   | Bandera de ? |  |
| D. T. | D. T. | Bandera de ? |  |

| 1     | POR   | Bandera de ? |  |
|       | DEF   | Bandera de ? |  |
|       | DEF   | Bandera de ? |  |
|       | DEF   | Bandera de ? |  |
|       | DEF   | Bandera de ? |  |
|       | MED   | Bandera de ? |  |
|       | MED   | Bandera de ? |  |
|       | MED   | Bandera de ? |  |
|       | DEL   | Bandera de ? |  |
|       | DEL   | Bandera de ? |  |
|       | DEL   | Bandera de ? |  |
| D. T. | D. T. | Bandera de ? |  |

| Principal  | Bandera de ? |
| Asistentes | Bandera de ? |
|            | Bandera de ? |
| Cuarto     | Bandera de ? |

| VAR            | Bandera de ? |
| Asistentes VAR | Bandera de ? |
|                | Bandera de ? |

| 1     | POR   | Bandera de ? |  |
|       | DEF   | Bandera de ? |  |
|       | DEF   | Bandera de ? |  |
|       | DEF   | Bandera de ? |  |
|       | DEF   | Bandera de ? |  |
|       | MED   | Bandera de ? |  |
|       | MED   | Bandera de ? |  |
|       | MED   | Bandera de ? |  |
|       | DEL   | Bandera de ? |  |
|       | DEL   | Bandera de ? |  |
|       | DEL   | Bandera de ? |  |
| D. T. | D. T. | Bandera de ? |  |

| 1     | POR   | Bandera de ? |  |
|       | DEF   | Bandera de ? |  |
|       | DEF   | Bandera de ? |  |
|       | DEF   | Bandera de ? |  |
|       | DEF   | Bandera de ? |  |
|       | MED   | Bandera de ? |  |
|       | MED   | Bandera de ? |  |
|       | MED   | Bandera de ? |  |
|       | DEL   | Bandera de ? |  |
|       | DEL   | Bandera de ? |  |
|       | DEL   | Bandera de ? |  |
| D. T. | D. T. | Bandera de ? |  |

| Principal  | Bandera de ? |
| Asistentes | Bandera de ? |
|            | Bandera de ? |
| Cuarto     | Bandera de ? |

| VAR            | Bandera de ? |
| Asistentes VAR | Bandera de ? |
|                | Bandera de ? |

| 1     | POR   | Bandera de ? |  |
|       | DEF   | Bandera de ? |  |
|       | DEF   | Bandera de ? |  |
|       | DEF   | Bandera de ? |  |
|       | DEF   | Bandera de ? |  |
|       | MED   | Bandera de ? |  |
|       | MED   | Bandera de ? |  |
|       | MED   | Bandera de ? |  |
|       | DEL   | Bandera de ? |  |
|       | DEL   | Bandera de ? |  |
|       | DEL   | Bandera de ? |  |
| D. T. | D. T. | Bandera de ? |  |

| 1     | POR   | Bandera de ? |  |
|       | DEF   | Bandera de ? |  |
|       | DEF   | Bandera de ? |  |
|       | DEF   | Bandera de ? |  |
|       | DEF   | Bandera de ? |  |
|       | MED   | Bandera de ? |  |
|       | MED   | Bandera de ? |  |
|       | MED   | Bandera de ? |  |
|       | DEL   | Bandera de ? |  |
|       | DEL   | Bandera de ? |  |
|       | DEL   | Bandera de ? |  |
| D. T. | D. T. | Bandera de ? |  |

| Principal  | Bandera de ? |
| Asistentes | Bandera de ? |
|            | Bandera de ? |
| Cuarto     | Bandera de ? |

| VAR            | Bandera de ? |
| Asistentes VAR | Bandera de ? |
|                | Bandera de ? |

| Campeón Supercopa de España 2026 |
| -------------------------------- |
| X.° título                       |

## Estadísticas

### Clasificación general
| Pos. | Club         | Pts. | PJ | PG | PE | PP | GF | GC | Dif | Rend. |
| ---- | ------------ | ---- | -- | -- | -- | -- | -- | -- | --- | ----- |
| 1    | Bandera de ? |      |    |    |    |    |    |    |     |       |
| 2    | Bandera de ? |      |    |    |    |    |    |    |     |       |
| 3    | Bandera de ? |      |    |    |    |    |    |    |     |       |
| 4    | Bandera de ? |      |    |    |    |    |    |    |     |       |

### Goleadores
| Pos. | Jugador | Club | Goles |
| ---- | ------- | ---- | ----- |
| 1    |         |      |       |
| 2    |         |      |       |
| 3    |         |      |       |
| 4    |         |      |       |
| 5    |         |      |       |
| 6    |         |      |       |
| 7    |         |      |       |
| 8    |         |      |       |